# Hrabstwo Pike (Indiana)

Piramida wieku hrabstwa

Hrabstwo Pike (ang. Pike County) – hrabstwo w stanie Indiana w Stanach Zjednoczonych.

## Geografia
Według spisu z 2010 roku obszar całkowity hrabstwa obejmuje powierzchnię 341,09 mili2 (883,42 km²), z czego 334,24 mili2 (865,68 km²) stanowią lądy, a 6,86 mili2 (17,77 km²) stanowią wody. Według szacunków United States Census Bureau w roku 2012 miało 12 766 mieszkańców. Jego siedzibą administracyjną jest Petersburg.

### Miasta
- Petersburg
- Spurgeon
- Otwell (CDP)
- Winslow